# Wishing On The Same Star
『Wishing On The Same Star』（ウィッシング・オン・ザ・セイム・スター）は、日本の女性歌手、安室奈美恵の単独名義では22枚目のシングル。

## 解説
- 前作『I WILL』から約7か月で発売のシングル。ベストアルバム『LOVE ENHANCED ♥ single collection』に続く2002年第2弾シングル。
- 「Wishing On The Same Star」は、江角マキコ・豊川悦司主演の東映配給映画『命』主題歌。同映画は柳美里の「命」4部作のうち「命」「魂」「生」の3作品を原作としている。
  - 作詞・作曲は「セリーヌ・ディオン」や「ホイットニー・ヒューストン」などの楽曲で世界的に知られているアメリカのソングライター、ダイアン・ウォーレンによる。アメリカのシンガー、キーディ（英語版）が1991年に発売したアルバム『Chase The Clouds』に収録された楽曲の日本語カバーである。
  - ビデオ・クリップは2種類あり、それぞれラストが異なる。ファンクラブ限定で販売されたライブDVD『namie amuro tour 2001 break the rules』のファンクラブ限定盤に「Wishing On The Same Star (First Edit)」が収録されている。
  - 「Wishing On The Same Star」の映画バージョンはシングル・バージョンと違い伴奏がピアノのみで、長さもシングル・バージョンより短い3分10秒ほどであり、2コーラス目が省略されすぐブリッジに向かう構成になっている。このバージョンは「Wishing On The Same Star (Movie Version)」として映画『命』のサウンドトラックやアルバム『STYLE』の初回盤にボーナストラックとして収録されている。また、2014年に発売されたバラード・ベストアルバム『Ballada』にはシングルとは異なり、最後のコーラス部分が省かれたバージョンが収録された。
  - 2002年末、『FNS歌謡祭』と『第53回NHK紅白歌合戦』で披露された。しかし、FNSでは歌詞が飛んでしまうというハプニングがあった。
  - プロモーション用に制作された非売品のアナログ盤に「Wishing On The Same Star (GROOVE THAT SOUL MIX)」が収録されている。
- 「Did U」は、前作『I WILL』に引き続き、安室本人が作詞した。
  - ビデオ・クリップは韓国の釜山で撮影されており、同ビデオ・クリップはライブDVD『namie amuro tour 2001 break the rules』のファンクラブ限定盤に収録されている。
  - こちらはアルバム未収録となっているため、このシングルのみの収録。

## 収録曲
1. Wishing On The Same Star
日本語詞：kenko-p
作詞・作曲：Diane Warren
編曲：家原正樹
2. Did U
作詞：安室奈美恵
作曲：A.Mazza-Sundafu, K-A.Ramen
編曲：Cobra Endo
3. Wishing On The Same Star (Instrumental)
4. Did U (Instrumental)

## 楽曲の収録アルバム
- Wishing On The Same Star
  - 6thアルバム『STYLE』
    - 初回プレス盤のみ (Movie Version) 収録。

  - ベスト・アルバム『BEST FICTION』
  - バラードベストアルバム『Ballada』
    - 最後のコーラス部分を短くカットして収録。

  - DVD『FILMOGRAPHY 2001-2005』